# You Are Here/Vous Etes Ici
You Are Here/Vous Etes Ici è un EP registrato da Sébastien Lefebvre nel 2009. È stato pubblicato il 20 ottobre 2009 in collaborazione con la Coalition Entertainment Records.
L'album mette in risalto il talento di questo artista, perché tutte le canzoni sono state scritte, registrate e prodotte da lui stesso.
I Fall for You è stato pubblicato come singolo l'8 settembre 2010. Il video musicale del brano è stato diretto da uno dei compagni di band di Sébastien Lefebvre nei Simple Plan, Chuck Comeau.

## Tracce
1. Décoller – 1:31
2. Comatose – 4:01
3. La Nouvelle Vie – 3:21
4. Good Night – 3:02
5. I Fall for You – 3:47
6. Life Goes On – 3:09
7. The One – 2:39